# Fundación Carlos Sanz
La Fundación Carlos Sanz es una institución española sin ánimo de lucro, inscrita en el Registro de Fundaciones por el Ministerio de Educación y Ciencia. 
Con sede en Zaragoza y fundada en 2008 por el deportista y árbitro Carlos Sanz Hernández. Su objetivo principal es utilizar el deporte como elemento para sensibilizar a la sociedad sobre la importancia de la donación de órganos.

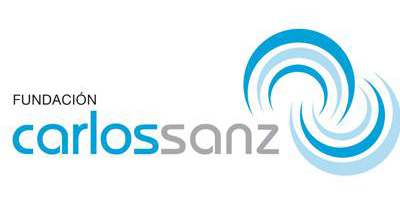
Fundación Carlos Sanz

## Historia
La Fundación Carlos Sanz es un proyecto llevado a cabo por Carlos Sanz Hernández, árbitro asistente de 1.ª división. En el año 1998 tuvo que abandonar el arbitraje por una seria enfermedad hepática, por lo que fue trasplantado cuatro veces de hígado y le fueron implantadas dos prótesis de cadera. En 2008 creó la Fundación, cuyo objetivo es utilizar el deporte como elemento para la sensibilización de la sociedad sobre la donación de órganos para salvar vidas.
Patronato de la Fundación Carlos Sanz
| Presidente     | Carlos Sanz Hernández        |
| Vicepresidente | Verónica Sanz Torcal         |
| Secretario     | José Antonio Visús Apellániz |

## Obra social

### Sensibilización social sobre la donación de órganos
Promociona la donación de órganos y sensibiliza a la sociedad de los beneficios del trasplante con campañas informativas dirigidas a personas de todos los sectores de la población. Imparte charlas informativas en colegios y universidades sobre la donación de órganos.

### Proyecto Becas
En 2012 puso en marcha el Programa de Becas Fundación Carlos Sanz. La Fundación entrega becas de material escolar a niños y niñas de colectivos en riesgo de exclusión social de toda España para luchar contra el fracaso escolar. Hace entrega de 1000 becas anuales.

### Integración social
Trabaja con colectivos en riesgo de exclusión social a través de actividades que favorecen su integración social. Imparte programas de educación con niños. Imparte conferencias en Centros Penitenciarios para facilitar una futura reinserción e imparte actividades deportivas.

## Premios Fundación Carlos Sanz
En 2010, la Fundación Carlos Sanz creó estos premios para reconocer a personas o entidades que han contribuido y colaborado con la Fundación a lo largo del año.
La Gala de entrega de los premios  congrega al mundo del deporte, la medicina, la empresa y la judicatura, responsables del tejido social, económico y deportivo de Zaragoza. Representantes de todos los clubes deportivos de élite zaragozanos, deportistas profesionales de todas las disciplinas acompañados por sus equipos directivos y técnicos, representantes del mundo de las artes y las letras, así como el eclesiástico, el mundo de la empresa, deporte institucional, el colectivo arbitral, además de un colectivo en riesgo de exclusión social.

### Premiados
2010 – I Gala Premios Fundación Carlos Sanz: Mercedes Gallizo (secretaria general de Instituciones Penitenciarias); Cristina Melendo Muñoz (concejala del Ayuntamiento de Zaragoza) y  Ángel María Villar Llona (Real Federación Española de Fútbol).
2011 – II Gala Premios Fundación Carlos Sanz: Manuel Ureña (Arzobispo de Zaragoza);  Ángel Lafita Castillo (exjugador del Real Zaragoza); y la Obra Social Cajasol. 
2012 – III Gala Premios Fundación Carlos Sanz: Nigel Griffiths (director general de Adidas España),  Javier Aguirre (exentrenador del Real Zaragoza); y  Victoriano Sánchez Arminio (presidente del Comité Técnico de Árbitros).
2013 – IV Gala Premios Fundación Carlos Sanz: Pilar del Yarza (Presidenta editora de El Heraldo de Aragón); la Diputación Provincial de Zaragoza; y Leo Franco (jugador del Real Zaragoza).
2014 - V Gala Premios Fundación Carlos Sanz: Álvaro González Soberón; el Comité de Árbitros Catalanes; y Diario Marca.
2015 - VI Gala Premios Fundación Carlos Sanz: Luis Larrodera; Corporación Aragonesa de Radio y Televisión (CARTV); y José Luis Abós (reconocimiento póstumo).
2016 - VII Gala Premios Fundación Carlos Sanz: Jorge Pérez (Secretario General de RFEF); Marcelino García Toral; y Hotel Boston.
2017 - VIII Gala Premios Fundación Carlos Sanz: Carlos Clos; Diputación Provincial de Teruel; y la S. D. Huesca.
2018 - IX Gala Premios Fundación Carlos Sanz: Paola Ferrari; Colegio Sansueña; y Ramón Tejedor.
2019 - X Gala Premios Fundación Carlos Sanz: Demetrio Lozano; Éric Abidal; y Jesús Vallejo Lázaro.
2020 - XI Gala Premios Fundación Carlos Sanz: Miguel Ángel Berna; Anna Scheidgen (CEO de Newbalance); y Paco Jémez.

## Proyectos

### Proyecto 17 Cimas

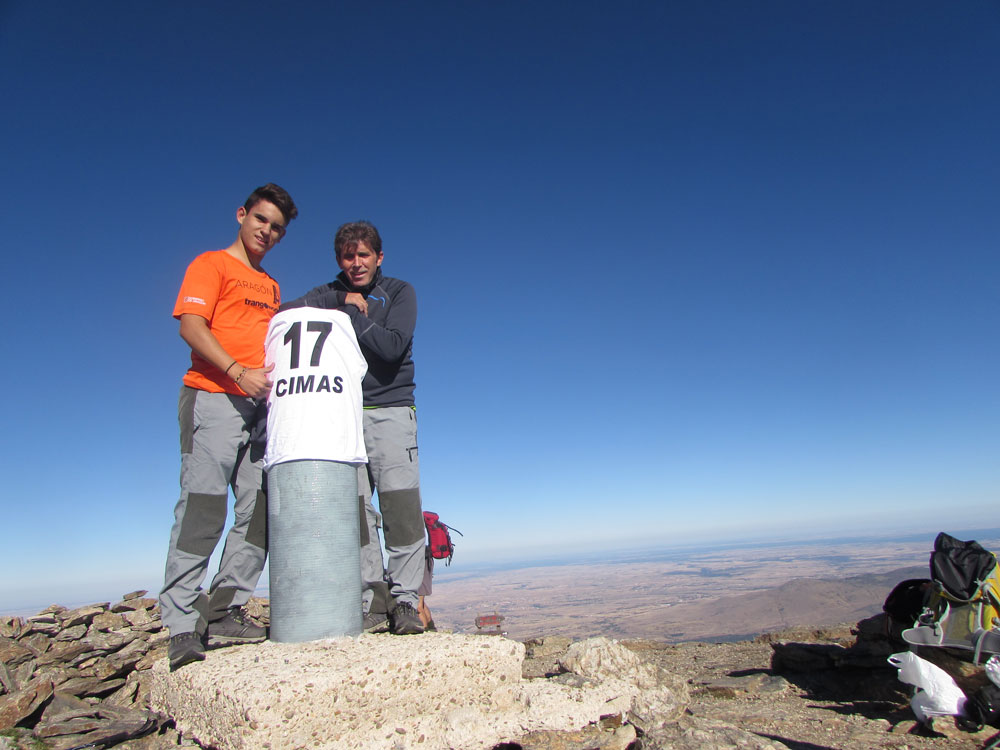
Proyecto 17 Cimas. Cima Peñalara, 2.428m (Madrid)

En 2016, Carlos Sanz fue la primera persona trasplantada en lograr ascender al pico más alto de cada comunidad autónoma de España; 17 cimas en total.

### Feria Solidaria del Deporte
Desde el año 2013 la Fundación Carlos Sanz organiza en Zaragoza la primera edición de la Feria Solidaria del Deporte con la colaboración de deportistas profesionales y clubes nacionales de fútbol y baloncesto para la recaudación de fondos destinados al programa de becas de la fundación.

### Carrera solidaria "Muévete por la donación de órganos"
En 2018, organiza la I Carrera y Andada popular "Muévete por la Donación de Órganos" en Zaragoza.
En 2019, organiza la II Carrera y Andada popular "Muévete por la Donación de Órganos" en Zaragoza.